# Таранчашур
Таранчашу́р (рос. Таранчашур) — струмок в Юкаменському та Глазовському Удмуртії, Росія, права притока Кузьми.
Бере початок на Красногорській височині в урочищі Сянинський ліс. Протікає на північний схід та північ, впадає до річки Кузьма в селі Верхня Кузьма. Має декілька дрібних приток.